# Mark Gatiss
Mark Gatiss (født 17. oktober 1966) er en engelsk skuespiller, manuskriptforfatter og romanforfatter. Han er kendt som medlem af komdie-teamet The League of Gentlemen, dog er han mest kendt som co-producer i tv-serierne Doctor Who og Sherlock sammen med Steven Moffat, han har også medvirket i begge serier.

## Filmografi
- The Favourite (2018)
- Dracula (2020)